# Cantar de Mio Cid

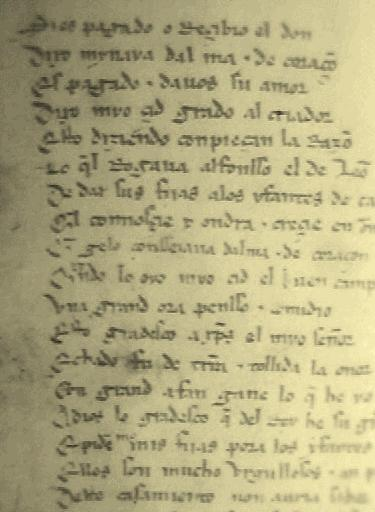
Seite der Handschrift des Cantars, ab Vers 1922

Der Cantar de mio Cid (deutsch Lied von meinem Cid) ist ein Epos eines unbekannten Verfassers, das – inspiriert vom Leben des kastilischen Adligen Rodrigo Díaz de Vivar, genannt El Cid – Leben und Taten eines vorbildlichen Ritters erzählt. Das Epos ist eines der frühesten Werke der spanischen Literatur.
Der Cantar de mio Cid ist in mittelalterlichem Kastilisch (Altspanisch), einer Frühform des modernen Spanischen, verfasst und – nach der derzeit am weitesten anerkannten Theorie – wahrscheinlich in den Jahren zwischen 1195 und 1207 entstanden. Ein Originaltitel ist nicht überliefert. In den Versen 1.085 und 2.276 wird das Werk mit den Bezeichnungen gesta („Taten“) und cantar („Gesang“) charakterisiert. Der Name El Cid ist aus arabisch السيّد as-sayyid ‚der Herr‘ bzw. volkssprachlich arabisch سيدي sīdī ‚mein Herr‘ abgeleitet.
Der Cantar ist das einzige nahezu komplett erhaltene Werk der spanischen Heldenepik. (Weitere, nur fragmentarisch erhaltene Werke dieser Epoche sind die Mocedades de Rodrigo, um 1360, 1700 Verse; der Cantar de Roncesvalles um 1270, Fragment von mehr als 100 Versen, sowie eine kurze Inschrift, die etwa 1400 in einer romanischen Kirche angebracht wurde und die als Epitafio épico del Cid bekannt ist.) In der Handschrift des Cantar de mio Cid fehlen das erste Blatt sowie zwei weitere Blätter, deren Inhalt sich jedoch aus Chroniken erschließen lässt, insbesondere aus der Crónica de veinte reyes (Chronik der 20 Könige).

## Auszug

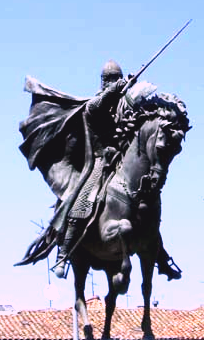
Statue des Cid in Burgos

Der Cantar de mio Cid beginnt mit den folgenden Versen:
De los sos oios tan fuertemientre llorando,

Tornava la cabeça e estavalos catando;

Vio puertas abiertas e uços sin cañados,

alcandaras vazias, sin pielles e sin mantos

e sin falcones e sin adtores mudados.

Sospiro Mio Cid, ca mucho avie grandes cuidados.

Fablo mio Cid bien e tan mesurado:

‹grado a ti, Señor, Padre que estas en alto!

Esto me an buelto mios enemigos malos.›

Alli piensan de aguiiar, alli sueltan las rriendas;

a la exida de Bivar ovieron la corneia diestra

e entrando a Burgos ovieronla siniestra.

Meçio Mio Cid los ombros e engrameo la tiesta:

‹¡Albricia, Albar Fañez, ca echados somos de tierra!

Mas a grand ondra torneremos a Castiella.›

## Datierung
Es existiert eine einzige, neuerdings recht genau auf das Jahr 1235 datierte Handschrift, die in der Nationalbibliothek in Madrid verwahrt wird. Der heute herrschenden und von spanischen Forschern jetzt bestätigten Meinung zufolge ist sie die Abschrift einer nicht erhaltenen Handschrift aus dem Jahr 1207. Der Kopist oder Autor dieser Vorlage nennt sich im Kolophon Per Abbat. Als Datum gibt Per Abbat den Mai des Jahres 1245 an, wobei er sich aber (wie praktisch alle christlich-mittelalterlichen Quellen auf der iberischen Halbinsel) auf die Zeitrechnung der Spanischen Ära bezieht. Dies entspricht dem Jahr 1207 des gregorianischen Kalenders.

«Quien escrivio este libro de Dios paraiso, amen

Per Abbat le escrivio en el mes de mayo en era de mil e. CC XLV años.»

Manche Forscher, insbesondere der spanische Philologe und Historiker Ramón Menéndez Pidal (1869–1968), vermuteten die mündlich oder schriftlich tradierten Ursprünge der Dichtung bereits in der ersten Hälfte des 12. Jahrhunderts. Für diese lange verbreitete Hypothese lassen sich jedoch keine seriösen Anhaltspunkte finden, weshalb sie heute nur noch sporadisch vertreten wird.

## Inhalt, innere Struktur
Thema des Cantar de mio Cid ist die Ehre des Helden. Sie geht zunächst verloren, wird wieder errungen und noch gesteigert, um darauf erneut beschädigt und schließlich ein letztes Mal zurückgewonnen und abermals gesteigert zu werden.
Die Handlung beginnt mit der Anklage des Helden wegen Diebstahls an königlichem Eigentum und Verbannung. Dieser Ehrverlust geht mit dem Entzug seines Stammsitzes und seiner Güter einher.
Durch einen Feldzug gegen das von Mauren besetzte Valencia kann Rodrigo seine Tapferkeit und seinen Einsatz beweisen und gewinnt so die Gunst des Königs zurück, der ihm Valencia als neues Lehen verleiht und den alten Stammsitz zurückgibt. Zur Bekräftigung seiner wiedererlangten Stellung werden für die Töchter des Cid Ehen mit den Infanten des Hauses von Carrión arrangiert.
Diese Heirat, die eigentlich eine Standeserhöhung bedeutet, führt zu einer erneuten Entehrung des Helden, als die Infanten ihre Frauen misshandeln und schutzlos in einem Wald zurücklassen.
Nach mittelalterlichem Recht sind die Frauen damit verstoßen und Rodrigo betreibt die Annullierung der Ehen seiner Töchter in einem Prozess, dem der König vorsitzt. Die Infanten von Carrión werden öffentlich bloßgestellt und ihrer Privilegien als Teil des königlichen Gefolges enthoben. Die Töchter des Cid dagegen werden in Königshäuser verheiratet und erreichen damit den höchstmöglichen sozialen Aufstieg.
Die innere Struktur folgt einer Bewegung des Erlangens, Verlierens, Wiedererlangens, Verlierens, Wiederherstellens der Ehre des Helden. Im erhaltenen Text nicht erwähnter Ausgangspunkt ist die Stellung des Cid als guter Ritter und Vasall, ehrenhaft und mit einem Stammsitz in Vivar bei Burgos. Der erste Handlungsbogen wird eingeleitet durch die Verbannung, führt über Kampf und königliche Vergebung zu den arrangierten Hochzeiten. Der zweite und größere Handlungsbogen reicht von der Entehrung der Töchter über den Prozess hin zu den neuen Hochzeiten.

## Äußere Struktur
Seit der Edition von 1913 durch Ramón Menéndez Pidal wird der Text in drei Gesänge (cantares) unterteilt, die einer ursprünglichen Einteilung entsprechen könnten, welche durch Gliederungshinweise im Text selbst nahegelegt werden:

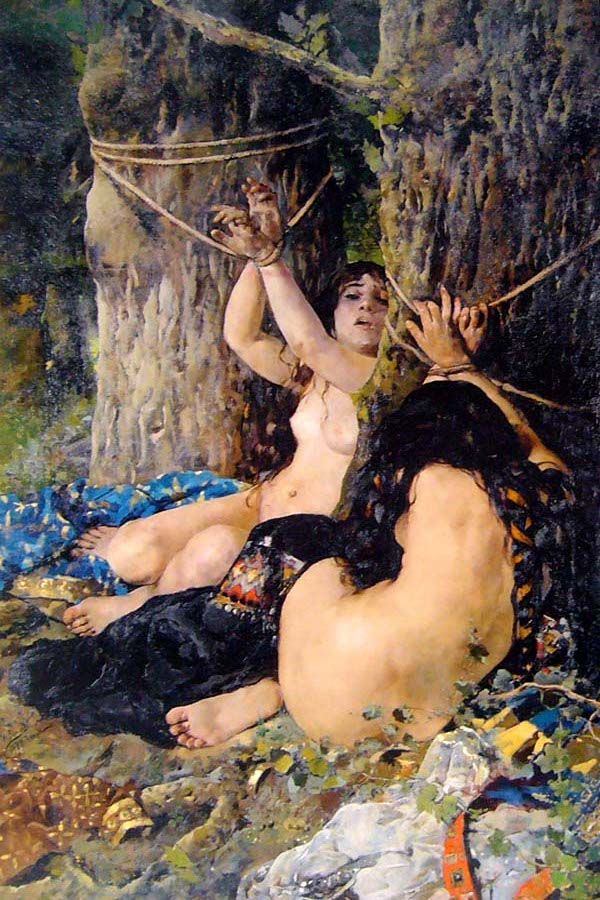
Die Töchter des Cid – von Ignacio Pinazo, 1879 – Doña Elvira und Doña Sol werden misshandelt, bewusstlos am Walde liegengelassen und verstoßen

«aquís conpieça la gesta de mio Çid el de Bivar»

„Hier beginnt das Epos von meinem Cid, dem aus Bivar“

und später:

«Las coplas deste cantar aquís van acabando»

„Die Verse dieses Gesanges enden hier“

- Erster Gesang: Gesang von der Vertreibung (Verse 1–1.086)

Der Cid muss Kastilien verlassen und seine Frau und seine Töchter zurücklassen. Er organisiert mit seinen Getreuen einen Feldzug in maurisch besetzte Gebiete. Nach jedem Sieg sendet er dem König Geschenke, um dessen Gunst wiederzuerlangen.
- Zweiter Gesang: Gesang von den Hochzeiten (Verse 1.087–2.277)

Der Cid zieht vor das maurisch besetzte Valencia und erobert die Stadt. Er sendet seinen Freund und Vertrauten Álvar Fáñez mit Geschenken an den kastilischen Hof, um dort die Bitte vorzutragen, dass seine Familie nach Valencia kommen dürfe. Der König entspricht der Bitte des Cid, vergibt ihm und hebt die verhängten Strafen auf. Der Erfolg des Cid lässt die Infanten von Carrión um die Hände seiner Töchter Doña Elvira und Doña Sol anhalten. Der König unterstützt diese Anträge und auch Rodrigo stimmt zu und lässt, obwohl er von den Tugenden seiner Schwiegersöhne keineswegs überzeugt ist, großartige Hochzeiten ausrichten.
- Dritter Gesang: Gesang von der Schande bei Corpes (Verse 2.278–3.730)

Die Infanten erweisen sich als feige. Sie fliehen vor einem Löwen und versagen im Kampf gegen die Mauren. Gedemütigt sinnen sie auf Rache: Auf einer Reise nach Carrión überwältigen sie im Wald von Corpes ihre Ehefrauen und lassen sie misshandelt und ohne Kleider zurück. Der Cid ist damit ein weiteres Mal in seiner Ehre gekränkt und fordert vom König Gerechtigkeit. Das einberufene Gericht entscheidet auf ein Duell, in dem die Infanten unterliegen. Der Gesang endet mit der Verheiratung der Töchter des Cid mit den Infanten von Navarra und Aragón.

## Themen und Charakteristika
Der Cantar de Mio Cid weist viele Ähnlichkeiten mit der altfranzösischen Chanson de geste auf, doch unterscheidet er sich von ihr durch mehrere Züge. Der Held zeichnet sich durch sein gemessenes Betragen aus, seine Taten werden nicht maßlos übertrieben, auch fehlen übernatürliche Erscheinungen.
Das Thema des sozialen Aufstiegs durch militärische Verdienste gegen die Mauren ist sehr stark ausgeprägt. Dem aus dem Kleinadel stammenden Helden gelingt es, sich durch ruhmbringende Aktionen und durch seine demütige Haltung innerhalb des Adels hervorzuheben. Er erwirbt sich damit einen Stammsitz (Valencia), der nicht einfach ein durch königliche Hand vergebenes Lehen ist.
Das eigentliche Thema des Cantar ist aber der Ehrzuwachs des Helden, der schließlich selber Lehnsherr wird, ein Adelshaus begründet und zuletzt beinahe auf einer Stufe mit dem Königshaus steht. Die (christliche) Herrschaft über Valencia und die dazugehörigen Gebiete war im 13. Jahrhundert ein Novum und konnte sich durchaus mit der Herrschaft in den anderen christlichen Königreichen der Iberischen Halbinsel vergleichen, obwohl der Cid im Poem nie einen Zweifel daran aufkommen lässt, dass er sich als Vasall des kastilischen Königs betrachtet.
Jedenfalls verbindet sich im Cantar die Linie des Cid mit jener der aragonesischen und navarresischen Könige, so dass sich nicht nur sein Haus mit den Königen verschwägert, sondern auch diese vom Prestige des Cid profitieren:

«hoy los reyes de España sus parientes son
 a todos alcanza honra por el que en buen hora nació.»

„Heute sind die Könige seine Verwandten
 Alle erreicht die Ehre dessen, der zur rechten Stunde geboren ward“

## Metrik
Das Epos besteht in der erhaltenen Form aus 3.735 unregelmäßigen Langversen unterschiedlicher Länge, unter denen Verse mit 14 bis 16 Silben zu 60 Prozent vorherrschen. Die Langverse des Cantar de mio Cid sind durch Zäsur in zwischen vier und 13 Silben lange Halbverse (Kola) untergliedert. Es gibt keine Unterteilung in Strophen.
Im Wesentlichen entspricht diese Versform der altfranzösischen Epik. Während jedoch in den französischen Epen der regelmäßige, in der Mitte durch Zäsur geteilte Zehnsilber vorherrscht, variieren im Cantar de mio Cid sowohl die Zahl der Silben in den Langversen wie auch die in den beiden Halbversen einer Zeile beachtlich. Diese unregelmäßige Form wird als Anisosyllabismus oder Heterometrik bezeichnet.
Die Reime sind meist assonant, teilweise gruppieren sich Verse mit identischem Reim. Es finden sich elf unterschiedliche Reimformen. Versgruppen zählen zwischen drei und 90 Versen und bilden jeweils eine inhaltliche Einheit.

## Die Handschrift

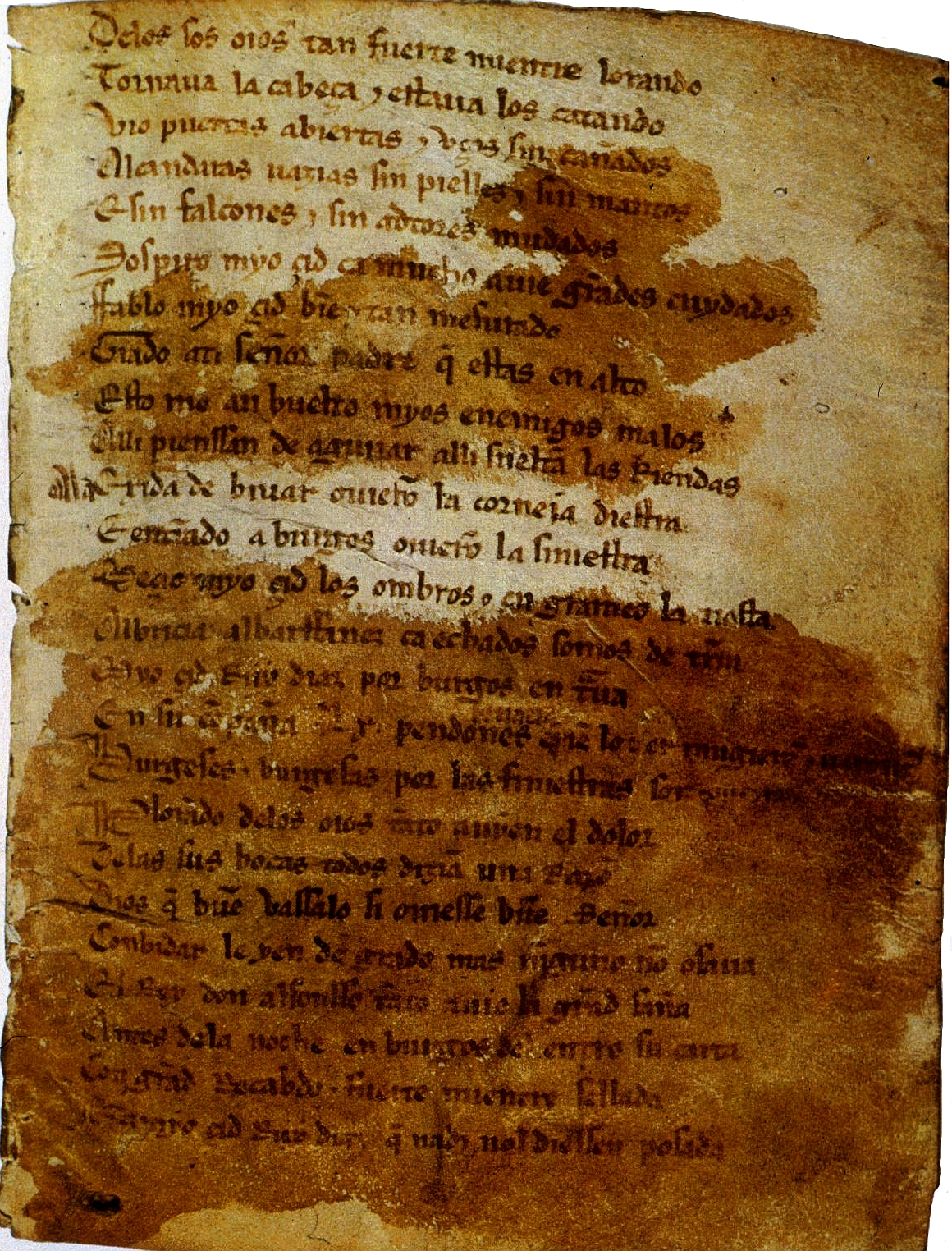
Manuscript des Cantar de mio Cid in der Biblioteca Nacional de España

Das Manuskript wird in der spanischen Nationalbibliothek in Madrid aufbewahrt und kann in der digitalen Bibliothek des Instituto Cervantes eingesehen werden.
Es besteht aus einem Band von 74 Blättern aus grobem Pergament. Drei Blätter fehlen: am Beginn, eine zwischen den vorhandenen Blättern 47 und 48 sowie zwischen den Blättern 69 und 70. Zwei Blätter sind Schutzseiten. Viele Seiten haben dunkelbraune Flecken, die als Folge unsachgemäßer chemischer Behandlung der Handschrift entstanden sind, als Reagenzien zum Sichtbarmachen verblichener Textstellen verwendet wurden. Trotzdem ist die Anzahl der unleserlichen Textstellen gering. Die Lücken lassen sich durch die paläografische Ausgabe von Menéndez Pidal und eine Kopie aus dem 16. Jahrhundert von Ruiz de Ulibarri schließen.
Das Schriftbild im Manuskript ist durchgehend und lässt keine Trennung in einzelne Gesänge erkennen, auch gibt es keinen Raum zwischen den Versen.
Jeder Vers beginnt mit einer Majuskel, teilweise gibt es Initialen. Jüngste Untersuchungen bestätigen, dass die Schrift mit den Schriften aus der Mitte des 14. Jahrhunderts korrespondiert, als Vergleichswert wurden von Alfons XI. (1312–1350) ausgestellte Urkunden herangezogen.
Die doppelstrichigen Majuskeln sind für die Zeit um das Ende des 13. und das ganze 14. Jahrhundert charakteristisch. Die Benutzung von Y statt I (myo[mio = mein], rey [König], yr [ir = gehen]), der Gebrauch des „V“ anstatt „U“ als Initiale in Wörtern wie „valer“ (wert sein) und „vno“ (eins) sowie die Schreibungen „Gonçalo“ und „Gonçalez“ anstatt „Gonçalvo“ und „Gonçalvez“ sind in Dokumenten der ersten Hälfte des 13. Jahrhunderts unüblich, jedoch sehr gebräuchlich im 14. und 15. Jahrhundert.
Die Handschrift besteht aus elf Lagen. Die fehlenden Blätter gehörten zur ersten, siebten und zehnten Lage. Die Bindung des Manuskripts erfolgte im 15. Jahrhundert. Der Einband besteht aus mit Schafleder überzogenem Holz mit geprägten Verzierungen.
Im 16. Jahrhundert wurde die Handschrift im Gemeindearchiv von Vivar (Archivo del Concejo de Vivar) aufbewahrt, danach befand sie sich im gleichen Ort in einem Frauenkloster. 1596 kopierte Ruiz de Ulibarri das Manuskript, 1779 wurde es durch Don Eugenio Llaguno y Amírola, Sekretär des Consejo de Estado (Staatsrat), zum Zweck der Veröffentlichung abgeholt. Diese besorgte der Mediävist und Verleger Tomás Antonio Sánchez. Nach Fertigstellung der Ausgabe erhielt Llaguno das Manuskript wieder zurück, nach seinem Tod ging es an seine Erben. Nächster Besitzer war Pascual de Gayangos. Um diese Zeit (bis etwa 1858) sah Jean Joseph Damas-Hinard, Hispanist und Übersetzer des Cantar ins Französische, die Handschrift ein. Danach wurde sie nach Boston geschickt, wo der amerikanische Gelehrte George Ticknor sie studierte. 1863 erwarb der erste Marqués de Pidal das Manuskript und überließ es dem spanischen Historiker und Hispanisten Florencio Janer zum Studium. Danach ging die Handschrift in den Besitz von Alejandro Pidal über, in dessen Haus sie von den Philologen Karl Vollmöller, Gottfried Baist, Archer Milton Huntington und Ramón Menéndez Pidal – der bedeutendste Cid-Forscher des 20. Jahrhunderts –  benutzt wurde. Am 20. Dezember 1960 gelangte sie durch Schenkung der Juan-March-Stiftung, die sie zuvor für 10 Millionen Peseten erworben hatte, in die spanische Biblioteca Nacional in Madrid.

## Autor und Entstehungszeit
Die im Cantar dargestellte Gesellschaft ist geprägt vom „espíritu de frontera“, einer durch die anhaltende militärische Auseinandersetzung mit den Mauren geprägten Mentalität, wie es sie im 12. Jahrhundert an den Grenzen Aragóns und Kastiliens gab. Die Grenzlage gab den Abkömmlingen adliger Familien Gelegenheit zu militärischer Bewährung und ermöglichte einen raschen sozialen Aufstieg und relative Unabhängigkeit. Historisch war diese Situation spätestens mit der Eroberung Teruels im Jahr 1171 gegeben. Gleichzeitig kommen erstmals Nachrichten über „friedfertige Mauren“ (moros en paz) vor, Muslime unter christlicher Herrschaft – sogenannten Mudéjares.
Auch hinsichtlich der rechtlichen Details kommt nur das Ende des 12. Jahrhunderts oder das beginnende 13. Jahrhundert in Frage: Der von Rodrigo Diaz geforderte Prozess, dem der König vorsitzt, wird als „Riepto“ bezeichnet, ein Rechtsstreit, der durch einen gerichtlichen Zweikampf entschieden wurde. Diese Form der rechtlichen Auseinandersetzung war durch das Römische Recht beeinflusst und wurde auf der Iberischen Halbinsel gegen Ende des 12. Jahrhunderts eingeführt, Bezugspunkte sind die Fueros von Teruel und Cuenca, so dass als frühestes Datum die Jahre ab 1170 möglich wären. Da Medinaceli 1140 zu Aragón gehörte, im Cantar aber schon als kastilisch erscheint, weist auch die historische Geographie auf ein Datum ab der zweiten Hälfte des 12. Jahrhunderts.
Einen weiteren chronologischen Hinweis bietet die Siegelkunde: Das in den Versen 42 und 43 erwähnte königliche Siegel (die «carta … fuertemientre sellada» Verse 42–43) ist erst seit der Herrschaft Alfons VIII. belegt, also ab 1175.
Ramón Menéndez Pidal brachte 1307 als Datum der Fertigstellung des Buches ins Gespräch und glaubte, es habe ein drittes, ausradiertes ‚C‘ in der Jahreszahlangabe im Manuskript gegeben. Dieses dritte C konnte aber auch mit modernsten Untersuchungsmethoden nicht nachgewiesen werden. Der unregelmäßige Duktus der Buchstaben der Jahreszahl in der Handschrift lässt sich auch anders erklären. Vielleicht zögerte der Kopist beim Schreiben, so dass beim Wiederansetzen ein größerer Abstand als bei den vorangehenden Ziffern entstand. Möglicherweise sind aber auch zwei kleine Einschnitte, wie sie beim Radieren mit dem Messer (cultellum) entstehen, die Grundlage für Pidals Theorie. Diese Einschnitte sind aber gerade Schnitte und keine geschabten Radierungen, die eine raue Oberfläche hinterlassen. Der Kopist könnte sie übersprungen haben, damit die Tinte nicht in die Einschnitte läuft und sie damit farblich markieren würde. Pidal selbst kommt schließlich zu dem Schluss, dass es das dritte C nicht gegeben hat, weil die Aufrauung des Pergaments seiner abschließenden Meinung nach schon vor dem Schreiben vorhanden gewesen sein muss.
Aus verschiedenen Analysen ergibt sich hinsichtlich des Autors, dass er gebildet und sehr gut mit dem geltenden Recht des ausgehenden 12. Jahrhunderts und des beginnenden 13. Jahrhunderts vertraut war. Er muss die Region um Burgos genau gekannt haben.
Die Sprache setzt ebenfalls einen gebildeten Verfasser voraus, der eine Stellung eingenommen haben dürfte, die die Kenntnis der juristischen und administrativen Sprache voraussetzt, wie sie etwa der Notar eines Adligen oder eines Klosters besessen haben muss. Auch mit der altfranzösischen Epik muss der Verfasser bekannt gewesen sein, wie die formalen und sprachlichen Übernahmen zeigen.
Im Lauf der Autorschaftsdiskussion sind eine Reihe von Namen genannt worden, die mit mehr oder weniger Wahrscheinlichkeit als Verfasser in Frage kommen. Der englische Hispanist Colin Smith stellte die Theorie auf, Per Abbat sei der Autor des Epos. Sie wird dadurch entwertet, dass das Wort „schreiben“ im Mittelalter allein „kopieren“ bedeutete. Um die Autorenschaft entsprechend heutigem Verständnis zu kennzeichnen, hätte ein mittelalterlicher Autor „compuso“ (schreiben, dichten, zusammenstellen) oder „fizo“ (herstellen, machen) unter den Text gesetzt.
Für Menéndez Pidal war Per Abbat der Kopist eines Textes aus dem Jahr 1140. Gegen ihn spricht aber die Genealogie des Cid, die sich nicht vor 1201 mit den christlichen Königsdynastien der Iberischen Halbinsel verflochten hatte. Er stützt sich außerdem auf das lateinische Poema de Almería, das den Cid erwähnt. Dieses Gedicht ist aber von unsicherer Datierung und bezieht sich vor allem auf die damals durchaus bekannten Heldentaten des Cid, nicht aber auf den Cantar.
Hinsichtlich des Autors spricht Pidal zuerst von einem Verfasser aus Medinaceli, der San Esteban de Gormaz und Umgebung kannte; später optierte er für zwei Versionen des Werkes: eine erste, kurze und schlichte Fassung eines Dichters aus San Esteban, später die Überarbeitung durch einen anderen aus Medinaceli.
Pidal führt weiterhin Archaismen an, in der Umgangssprache nicht mehr gebräuchliche Wörter. Rusell und andere weisen aber zum Beispiel in den Mocedades de Rodrigo aus dem 14. Jahrhundert die gleichen Archaismen nach und schließen daraus, dass es im Bereich der mittelalterlichen Heldenlieder eine „Kunstsprache“ gab, deren Vokabular und Formalsprache gleich blieben.
Der Literaturhistoriker und Philologe Antonio Ubieto zeigte, dass der Autor des Cantar die lokale Geographie im Gebiet von San Esteban de Gormaz nicht kannte, während er anderseits über eine genaue Kenntnis der Ortsnamen im Valle del Jalón (Cella, Montalbán, Huesa del Común) in der heutigen Provinz Teruel verfügt haben muss. Ubieto identifiziert ausschließlich in Arágon gebrauchte Vokabeln, die ein kastilischer Verfasser gekannt haben kann. Außerdem spiegle der Cantar die Situation der Mudéjares wider (Beispiele sind Abengalbón, Fariz, Galve), die teils sehr loyal zum Cid standen und unbedingt für die Wiederbevölkerung der von Arágon aus eroberten Gebiete gebraucht wurden. Diese maurischen Untertanen waren in der südaragonesischen Gesellschaft sehr präsent, ebenfalls ein Umstand, der dem Verfasser in und um Burgos nicht begegnet sein kann. Aus diesen Gründen müsse der Autor – so Ubieto – aus einem der genannten Orte kommen. Allerdings war Medinaceli zu jener Zeit eine umkämpfte Stadt und befand sich zeitweise unter aragonesischer Herrschaft.
Colin Smith betrachtet Per Abbat als Verfasser des Textes. Er nimmt an, die in der Biblioteca Nacional vorliegende Handschrift sei eine Kopie eines Manuskripts von Per Abbat und das Jahr 1207 sei tatsächlich das Entstehungsjahr des Werkes. Per Abbat ist für ihn ein gleichnamiger Notar jener Zeit, der über ausgezeichnete Kenntnis der altfranzösischen Epik verfügt und mit dem Cantar die spanische Epik begründet habe. Smith sieht Form und Metrik des Cantar von französischen Vorbildern übernommen.
Obwohl die altfranzösische Epik zweifelsfrei die spanische Literatur beeinflusst hat – belegbar durch das Auftreten von Roldán/Roland, Durendal oder die Sage um Bertha mit dem großen Fuß –, werden die erheblichen Unterschiede des Cantar de mio Cid von diesen Werken oft – und vor allem von spanischen Gelehrten – angeführt, um die Selbständigkeit des spanischen Nationalepos zu erweisen.

## Deutsche Ausgaben
- Die Romanzen von Cid. Übers. von Karl Eitner. Bibliographisches Institut, Hildburghausen 1871; urn:nbn:de:bvb:12-bsb11016522-6.
- Der Cid. Das altspanische Heldenlied. Übers. von Fred Eggarter. Reclam, Stuttgart 1985, ISBN 3-15-000759-3.
- Cantar de Mio Cid. Das Lied von Mio Cid. Altspanisch/Deutsch. Übers. u. hrsg. von Victor Millet und Alberto Montaner. Reclam, Stuttgart 2013, ISBN 978-3-15-018988-7.

## Nachweise
1. ↑  Untersuchung von Riaño Rodríguez und Gutiérrez Aja, 2003 (Memento des Originals vom 20. März 2009 im Internet Archive)  Info: Der Archivlink wurde automatisch eingesetzt und noch nicht geprüft. Bitte prüfe Original- und Archivlink gemäß Anleitung und entferne dann diesen Hinweis. (PDF; 7,8 MB)
2. ↑  Dies., 2006 (Memento des Originals vom 14. Juni 2006 im Internet Archive)  Info: Der Archivlink wurde automatisch eingesetzt und noch nicht geprüft. Bitte prüfe Original- und Archivlink gemäß Anleitung und entferne dann diesen Hinweis. (PDF; 3,7 MB)
3. ↑  Das Manuskript in der Biblioteca Digital Cervantes Virtual (Memento vom 14. Oktober 2010 im Internet Archive)
4. ↑  Vgl. den ausführlichen Artikel in der spanischen Tageszeitung ABC vom 21. Dezember 1960 zur Zeremonie anlässlich der Schenkung am Vortag: S. 85 (Memento des Originals vom 4. März 2016 im Internet Archive)  Info: Der Archivlink wurde automatisch eingesetzt und noch nicht geprüft. Bitte prüfe Original- und Archivlink gemäß Anleitung und entferne dann diesen Hinweis. (PDF; 356 kB) S. 86 (Memento des Originals vom 5. März 2016 im Internet Archive)  Info: Der Archivlink wurde automatisch eingesetzt und noch nicht geprüft. Bitte prüfe Original- und Archivlink gemäß Anleitung und entferne dann diesen Hinweis. (PDF; 356 kB) und S. 87 (Memento des Originals vom 11. Dezember 2015 im Internet Archive)  Info: Der Archivlink wurde automatisch eingesetzt und noch nicht geprüft. Bitte prüfe Original- und Archivlink gemäß Anleitung und entferne dann diesen Hinweis. (PDF; 356 kB)